# Иванов, Юрий Валентинович
Ивано́в, Юрий Валентинович — художник-график, автор множества книжных иллюстраций, профессор МГХАИ им. В. И. Сурикова, Заслуженный художник Российской Федерации, член Московского Союза Художников, почётный член Российской академии художеств.

## Биографическая справка
Иванов Юрий Валентинович родился в 1940 году в Москве. 
Окончил в 1965 году Московский государственный художественный институт им. В. И. Сурикова по мастерской плаката. Учился у Н. А. Пономарева, О. М. Савостюка, Б. А. Успенского.
В 1967 году вступил в Союз художников СССР.
С 1980 года работал в Московском академическом художественном институте им. В. И. Сурикова.
С 2000 года член IAA UNESCO.
С 2007 года руководитель мастерской «Искусство иллюстрации и оформления книг» в Московском государственном художественном институте имени В. И. Сурикова.
Работал в области книжной иллюстрации. Проиллюстрировал более трехсот книг, в том числе Н. В. Гоголя, А. К. Толстого, Л. Н. Толстого, Н. Макиавелли и многих других авторов.
Умер 12.07.2019

## Звания, премии и награды
- 1970 — Серебряная медаль Академии художеств СССР за серию плакатов, посвящённых 100-летию со дня рождения В. И. Ленина.
- 1972 — Диплом I степени Всероссийского конкурса на лучшую книгу о комсомоле.
- 1984 — Премия IBBY (International Board on Books for Young People).
- 1985 — Диплом Международной ассоциации книг для детей и юношества.

Неоднократно награждался дипломами, премиями и почётными грамотами СХ СССР, ЦК ВЛКСМ, СХ РСФСР и МОСХ.
- 1995 — Заслуженный художник Российской Федерации[1]

## Графика
1965
Лев Кассиль. Два кубка. М. Молодая Гвардия. 1965. Темпера. Портрет Л.Кассиль и восемь иллюстраций к двум повестям книги: "Вратарь республики" и "Ход белой королевы". 
1972
- Шарль де Костер. Легенда о Тиле Уленшпигеле и Ламме Гудзаке. М., «Молодая гвардия», 1972. К., темпера. Илл. разворотные 120Х80, илл. 60Х90.

1973
- Г. Волков. Сова Минервы. М., «Молодая гвардия», 1973. Гравюра на пластике. Титул 20,5Х15. Портрет Г. В. Ф. Гегеля. 18,5Х15. портрет И. В. Гёте. 18,5Х15. Заставка. 9,5Х14,5.
- Ф. Бурлацкий. Загадка и урок Николло Макиавелли. М., «Молодая гвардия», 1977. Б., тушь. Титул 18Х32. Заставки 14,5Х15,5.

1979
- Портрет М. Ф. А. Вольтера. Линогравюра 71Х52,5.
- «Прекрасен наш союз». Сборник . М., «Молодая гвардия», 1979. Иллюстрации (6). Б., тушь. 16,5Х12.

1980
- «Пушкин и Пущин». Документальный фильм. Режиссёр — М. Голдовская). Центральное телевидение, 1980. Заставки. Б., тушь. 17Х23. Портрет Дениса Давыдова. Литография. 38Х31

1981
- В. Драгунский. Денискины рассказы. М., «Прогресс», 1981. Б., акв.

Форзац. 23X35.
Титул. 19X29.
Иллюстрации (8). 21X16.
- Драматурги мира. М., «Изобразительное искусство», 1981. Б., акв., тушь. 23Х 16,5.

Портреты П. Бомарше, Р. Шеридана, К. Гольдони.
1982
- Г. Гусев. Странствия великой мечты. М., «Молодая гвардия», 1982.

Литография. Титул. 18X32.
Иллюстрации разворотные (2) 16,5X29.
Иллюстрации (4). 16,5X12,5
Форзац. 22X34,5
1983
- В. Шукшин. Я пришел дать вам волю. М., «Молодая гвардия», 1983. Линогравюра.

Иллюстрации разворотные (3) 30,5X44.
Иллюстрации полосные (6) 30,5X19,5.
1984
- А. С. Пушкин. Комплект открыток М., «Изобразительное искусство», 1984. Б., акв. 13X9,5

Портрет А. С. Пушкина, Пушкин-лицеист, Лицей, Д. Давыдов, Москва, П. Чаадаев, Е. Бакунина, Михайловское, Н. Гончарова, В Михайловском, Анонимное письмо, Дуэль.
- И. Друцэ. Избранное. М., «Молодая гвардия», 1984. Иллюстрации (12). Б., тушь. .16.5Х 1.0.
- A. Лиханов. Магазин ненаглядных пособий. М., «Детская литература», 1984. Б., сангина.

Иллюстрация разворотная. 22X34.
Иллюстрации (4). 22,5X17,5.
- Д. Давыдов. Записки партизана. Стихи. М., «Молодая гвардия», 1985.

Форзац. Б., акв., сангина, уголь. 18X26.
Иллюстрации (10). Б. тон., сангина, уголь. 17,5X13,5 Шарль де Костер,. Легенда об Уленшпигеле и Ламме Гудзаке М., «Молодая гвардия», 1985 Б., тушь.
Рисунок на титул. 10X8.
Шмуцтитулы (5). 10X8.
Иллюстрации (4). 16,5X10.
- B. Порудоминский. Жизнь и слово. М., «Молодая гвардия», 1985. Б., тушь

Рисунок на обложку. 9,5X9,5.
Фронтиспис. 11X10.
Иллюстрации (6). 13,5X10.
1986
- Г. Волков. Три лика культуры. М., «Молодая гвардия», 1986 Б., тушь

Титул. 21Х27.
Шмуцтитулы (4). 9,5X9,5.
Заставка. 9,5X9,5.
- Поэты пушкинской поры. Комплект открыток. М., «Изобразительное искусство», 1986. Б. тон., сангина, уголь. 23X16.

Портреты: Д. Веневитинова, Ф. Глинки, К. Батюшкова.
- Дж. Барри. Питер Пэн. М., «Радуга», 1986. Б., акв., тушь.

Обложка. 23X38.
Титул. 22X33,5.
Шмуцтитулы (3). 17,5X14.
Иллюстрации (6). 12,5X17.
- Д. Олдридж. Сломанное седло. М., «Детская литература», 1986. Б., сангина, уголь

Обложка. 23X35.
Иллюстрации разворотные (4) 23X40.
Иллюстрации разворотные (8) 24X35.
Иллюстрации полосные (5) 24X15.
1987
- Русские поэты XIX века. Комплект открыток. Б., сангина, уголь

Портреты: Ф. Тютчева, А. Фета, М. Лермонтова, А. Толстого, А. Григорьева.
- Виктор Афанасьев. Ахилл, или Жизнь Батюшкова. М., «Детская литература», 1987. Б., тушь, перо

Обложка. 15X9,5.
Иллюстрации разворотные (4). 15X19.
Иллюстрации (10). 15X9,5.
- Константин Сергиенко. Ксения М., «Детская литература», 1987 Гравюра на бумаге

Обложка. 15X9,5.
Иллюстрации (6). 15X9,5.
- Николай Исаев. Гений на островах M., «Молодая гвардия», 1987.

Обложка. Б., акв., перо. 17X13.
Иллюстрации (6). Б., тушь, перо. 13X9,5.
- Денис Давыдов. Стихи и проза М., «Советская Россия», 1987 Б., тушь, перо.

Иллюстрации (12). 12,5X9.
Шмуцтитулы (6). 12,5X9.
Заставки (8). 4X6.
Концовки (4). 2X3.
1988
- Ольга Форш. Первенцы свободы. М., «Молодая гвардия», 1988.

Иллюстрации (6). Б., тушь, перо. 16X9,5.
- Генрих Волков. Мир Пушкина М., «Молодая гвардия», 1988.

Иллюстрации разворотные (9). Б., акв., тушь, перо. 27X43.
- Владислав Бахревский. Избранное М., «Молодая гвардия», 1988. Б., тушь, перо. 16X9,5.

Иллюстрации (4).
Шмуцтитулы (2).
- И. Ефремов. На краю Ойкумены М., «Молодая гвардия», 1988.

Иллюстрации (8). Б., тушь, перо. 16x9,5.
- Айвен Саутол. Лисья нора. Поселок Тополи. М., «Детская литература», 1988.

Обложка. Б, акв. 24X37.
Форзац. Б., акв. 24X37.
Иллюстрации (6). Б., сангина, уголь. 34X26.
Иллюстрации разворотные (4). Б., сангина, уголь. 34X52.
- Герои Отечественной войны 1812 года. Б., тон., сангина, уголь.

Портреты: М. И. Кутузова, М. Б. Барклая де Толли, П. И. Багратиона, А. П. Ермолова, Я. П. Кульнева, Н. Н. Раевского, А. И. Кутайсова, Д. С. Дохтурова, М. И. Платова, Ф. П. Уварова, И. С. Дорохова, Д. В. Давыдова, М.А. Милорадовича.

## Плакаты
- 1965 «На пыльных тропинках далеких планет останутся наши следы».
- 1967 «Мысли отточенный нож вонзаем в грядущую небыль!»
- 1969 Серия «Мы наш, мы новый мир построим»
- 1971 «Колумбы, вперед!»
- 1972 «Да здравствует СССР!» (совместно с Л. Непомнящим и И. Овасаповым)
- 1978 «Мы — молодые хозяева земли!»
- 1978 «Мы наш, мы новый мир построим..!»

## Выставки
- 2011 Персональная выставка «Давно забытые черты в сиянье прежней красоты рисует память своевольно…»[2]
- 2012 Персональная выставка в Пушкинской библиотеке-музее «Время славы и восторга…»[3]
- 2013 Персональная выставка «…Что пройдет, то будет мило.» в Российской Академии Искусств